# Mani kabum
Mani kabum, letterlijk: Verzamelde uitspraken (over) Mani. Mani hier in de betekenis van (de bezitter van) het juweel, de bodhisattva Avalokitesvara. Het refereert aan de mantra Om mani padme hum.

## De tekst
De Mani kabum is een omvangrijk werk. De meeste edities worden uitgebracht in twee delen. De verschillende edities kunnen een wat andere indeling hebben, maar meestal worden drie hoofdsecties of cycli onderscheiden:
De cyclus van de soetra'sDeze sectie handelt over de legendes van Avalokitesvara en zijn emanatie in Tibet als de koning Songtsen Gampo
De cyclus van de smeekbedenDeze tweede sectie handelt over de rituelen van Avalokitesvara, zoals die door Songtsen Gampo zouden zijn uitgevoerd en zoals die - volgens de tekst - deel gingen uitmaken van de koninklijke traditie na Songtsen Gampo.
De cyclus van de leefregelsDeze derde sectie bevat 150 kortere teksten over vele ethische aspecten en het onderricht in meditatie dat Songtsen Gampo aan anderen zou hebben gegeven, waaronder zijn kinderen.
Een aanhangsel van de derde sectie wordt soms onderscheiden als een aparte vierde sectie:
De cyclus van de ontdekking van het VerborgeneOok deze tekst gaat over leefregels

## In de klassieke Tibetaanse geschiedschrijving
In de Mani kabum wordt de bodhisattva Avalokitesvara voor het eerst volop beschreven als de beschermer van Tibet en als het fundamentele principe voor verlichting. In de tekst is Avalokitesvara de belichaming van het Volkomen Mededogen, dat de basis is voor liefde, vriendelijkheid en het verzorgen en liefhebben van alle levende wezens. Op het moment dat de Tibetanen rijp genoeg zijn deze noties te ontvangen, verschijnt de bodhisattva aan hen in de vorm van de koning Songtsen Gampo.
In de tekst trouwt de koning met de Chinese prinses Wencheng en de Nepalese prinses Bhrikuti Devi. Beiden zijn al boeddhisten en brengen - als deel van hun bruidsschat - afbeeldingen mee van Gautama Boeddha, die een plaats krijgen in speciaal daarvoor gebouwde tempels. Het door Wencheng meegebrachte beeld, de Jowo Shakyamuni, is nu het meest vereerde voorwerp van het Tibetaans boeddhisme. Beide vrouwen worden ook beschreven als emanaties van godinnen. Dit historische deel van de Mani Kabum is in wezen een wat verkorte beschrijving uit een deel van het het zogenaamde Pilaar-Testament (In de Engelse vakliteratuur meestal The Vase-shaped Pillar Testament  genoemd). Dit laatste document moet een of twee decennia eerder geschreven zijn dan de Mani kabum.
Het verhaal in de Mani kabum echter is vooral het epos van
1. Het geloof in Avalokitesvara als de beschermer van Tibet.
2. De rol van Songtsen Gampo als de incarnatie van Avalokitesvara en de koning die het boeddhisme in Tibet introduceert in een tot dan toe barbaars land en daarmee de beschaving brengt.
3. De veronderstelling dat de rol van Avalokitesvara voorbestemd was door Gautama Boeddha.

Een passage uit Mani kabum, waar de Boeddha zelf Avalokitesvara beveelt om naar Tibet te gaan om daar niet alleen een ras van menselijke wezens te creëren, maar hen ook te instrueren in het boeddhisme
Het domein van de sneeuw ten noorden is op dit moment een domein van dieren, waar zelfs het woord menselijke wezens niet bestaat.; het is een uitgebreide duisternis. En iedereen die daar overlijdt gaat niet naar boven maar, zoals de sneeuwvlokken die op een meer vallen, valt naar beneden in een wereld van kwade bestemmingen. In de toekomst als die leer in kracht vermindert, zal jij, O bodhisattva, hen instrueren. Eerst zal de incarnatie van een bodhisattva menselijke wezens genereren, die instructie behoeven. Dan zullen ze als discipelen bij een gebracht worden. Daarna breng jij hen samen door de doctrine. Het zal voor het welzijn van alle levende wezens zijn.
In die geschiedschrijving is de tekst van Mani kabum door Songtsen Gampo (605-650) zelf geschreven en werd vervolgens verborgen om eeuwen later door tertöns weer ontdekt te worden.

## De historische context
Feitelijk en strikt historisch is de tekst van de Mani kabum geschreven vanaf eind elfde eeuw met nog enkele belangrijke aanvullingen uit de dertiende en veertiende eeuw. Het is wel duidelijk, dat de tekst in de veertiende eeuw al een zekere circulatie in Tibet had. De min of meer definitieve vorm van de Mani kabum dateert uit de 17e eeuw.
Hedendaagse tibetologen als Giuseppe Tucci en Matthew Kapstein hebben in ieder geval grote twijfel aan het huwelijk met en het historisch bestaan van de prinses Bhrikuti Devi.
Het is niet geheel uitgesloten dat er tijdens de periode van Songtsen Gampo al enige boeddhistische aanwezigheid was en getolereerd werd in Tibet. Het moet dan echter om een zeer beperkt aantal individuen gehandeld hebben. In de manuscripten van Dunhuang, zoals de Tibetaanse annalen en de Oude Tibetaanse kroniek wordt nergens melding gemaakt van het voorkomen van enig boeddhisme tijdens deze periode. Er is geen ook enkele hedendaagse tibetoloog, die noties hanteert dat Songtsen Gampo en/of zijn hof zich bekeerd zou hebben tot het boeddhisme.
De Mani kabum is van grote cultuurhistorische betekenis geweest in Tibet. Er was zeker al voor de 12e eeuw een zekere verering van Avalokitesvara in Tibet aanwezig. De enorme devotie voor de boddhisattvva begint echter pas na het gaan circuleren van werken als de Mani kabum, globaal vanaf de 14e eeuw.